# Okenia vena
Okenia vena (Rudman, 2004) è un mollusco nudibranchio della famiglia Goniodorididae.

## Distribuzione e habitat
Rinvenuta al largo delle coste del Nuovo Galles del Sud, in Australia.